# フィロソーマ

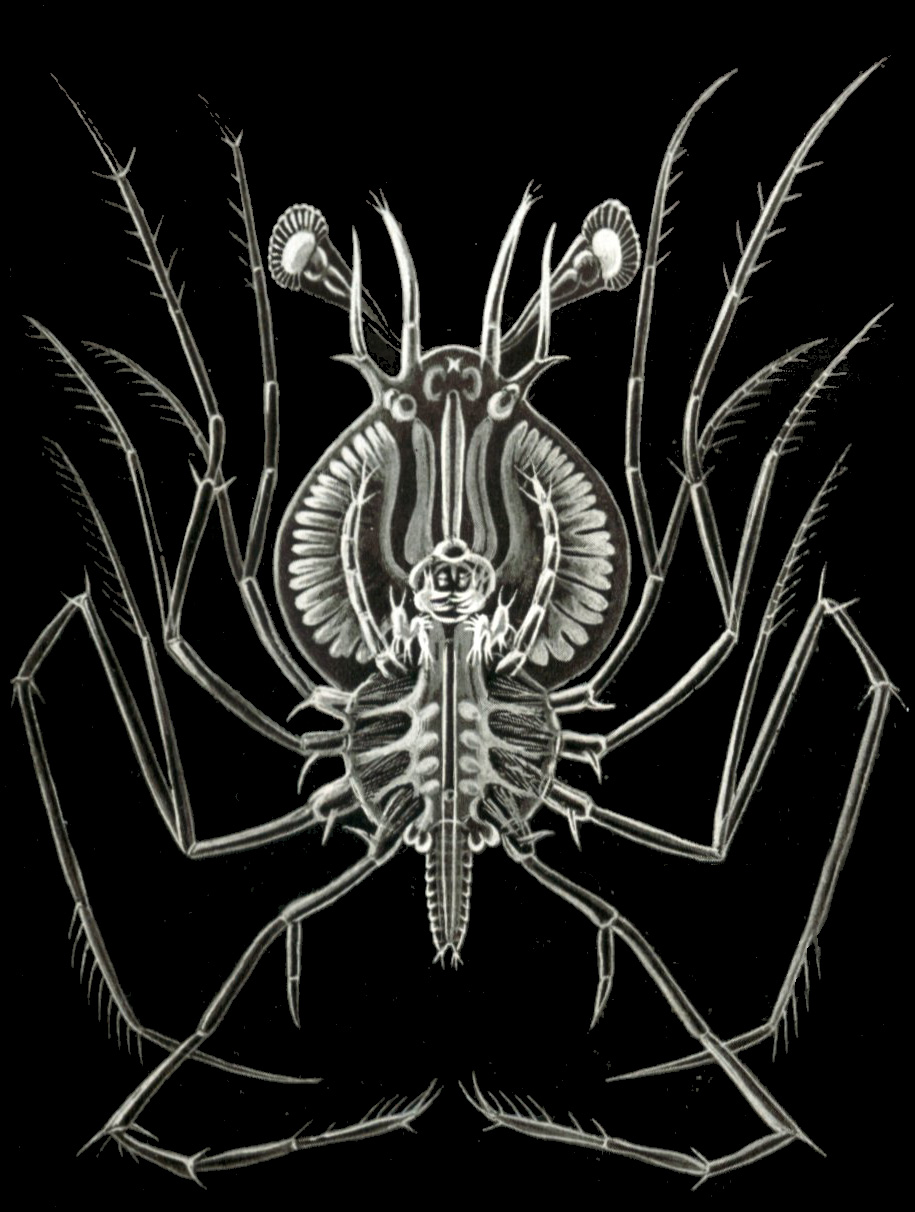
ヨーロッパイセエビのフィロソーマ幼生
（ヘッケル画）

フィロソーマ（英語: phyllosoma）はイセエビ科とセミエビ科に共通する幼生ステージで、それら2科をまとめたイセエビ下目の最も主要な特徴の一つである。非常に薄く平面的で透明な体に長い脚をもつ。
イセエビ科のフィロソーマ幼生は、プランクトン生活から底生生活への移行期間であるプエルルスに移行するまでの間、プランクトン生活を長期間送る。幼生の生存率は個体数を予想するのに重要にもかかわらず、フィロソーマ幼虫の生態の多くはいまだ明らかでない。多くの場合、自然環境下の食性でさえ依然不明のままである。

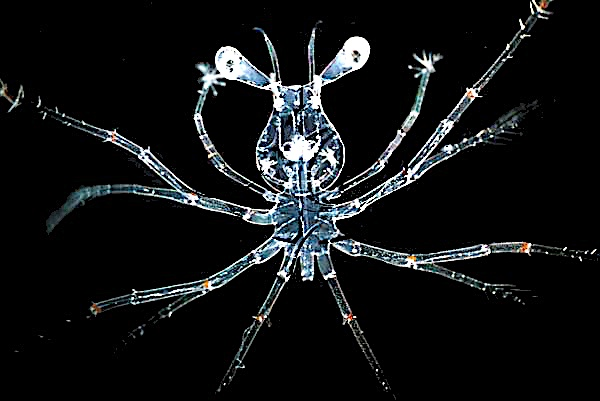
フィロソーマ幼生（顕微鏡写真）

成体の形態がよく知られているにもかかわらず、プランクトンのフィロソーマ段階の研究はその期間が長期に及び、実験室での飼育が難しいこともあってあまり顧みられてこなかった。比較的大型の体格でプランクトン分類の初期から認識されていたにもかかわらず、詳細かつ特定の生態学的な記述が不足していることから、多くの標本において同定が不可能となっていた。近年の、分子技術を用いたフィロソーマ同定に向けた取り組みによって生態と分布に関するさらなる知見が得られている。